# Montserrati trupiál
A montserrati trupiál (Icterus oberi) a madarak osztályánakverébalakúak (Passeriformes) rendjébe, azon belül a csirögefélék (Icteridae) családjába tartozó faj.

## Rendszerezése
A fajt George Newbold Lawrence amerikai ornitológus írta le 1880-ban. Tudományos faji nevét Frederick Albion Ober amerikai természettudós tiszteletére kapta.

## Előfordulása
A Karib-térségben lévő, Kis-Antillák szigetcsoporthoz tartozó Montserrat sziget területén honos. A természetes élőhelye szubtrópusi és trópusi hegyi esőerdők. Állandó, nem vonuló faj.

## Megjelenése
Átlagos testhossza 21 centiméter, testtömege 36-39 gramm.
|  |

## Életmódja
Ízeltlábúakkal táplálkozik, de növényi anyagokat is fogyaszt.

## Természetvédelmi helyzete
Az elterjedési területe rendkívül kicsi, egyedszáma 250-460 példány közötti, viszont stabil. A Természetvédelmi Világszövetség Vörös listáján sebezhető fajként szerepel.
Összehangolt tenyésztéssel próbálják meg megmenteni a fajt. Európában az Európai Állatkertek és Akváriumok Szövetsége felügyelete alá tartozó Európai Veszélyeztetett Fajok Programja (EEP) keretében tenyésztik a faj egyedeit.